# Морис де Бевере
Морис де Бевере (1 декабря 1923 — 16 июля 2001) более известен как Морис, бельгийский карикатурист, художник комиксов, иллюстратор и создатель бестселлера комикса Счастливчик Люк (анимационный сериал про стрелка на Диком Западе США). На создание комикса его вдохновила история банды Далтонов и других преступников. Более 20 лет это был бестселлер, который был переведен на 23 языка и получил международное признание. В течение 20 лет над созданием комикса он работал с французским писателем Рене Госинни.

## Биография
Морис де Бевере родился в Кортрейке, Бельгия. Учился Морис в известном иезуитском колледже в Алсте. Однажды его учитель математики сказал родителям, что юноша никогда не добьется успеха в жизни, так как на уроках он рисовал на полях учебников.
После окончания колледжа Морис начал свою карьеру в анимационной студии Compagnie Belge d’Actualités. Это была небольшая бельгийская анимационная студия, которая недолго просуществовала, но подарила ему знакомство с коллегами-художниками Пьером Кюллифором и Андре Франкеном.
После Второй мировой войны студия закрылась. Морис работал иллюстратором в фламандской газете Het Laatste Nieuws и в еженедельном французском журнале Le Moustique бельгийского издательства Dupuis. Он сделал около 250 обложек и множество других иллюстраций для журнала, в основном это были карикатуры на кинозвезд.
Морис скончался в 2001 году, причиной смерти стала тромбоэмболия лёгочной артерии.

## Счастливчик Люк
В 1946 году для франко-бельгийского журнала Спиру Морис создал комикс «Счастливчик Люк». Герой — одинокий ковбой, который путешествует по Дикому Западу, помогая нуждающимся, с ним рядом всегда его верный конь Jolly Jumper. Первый сюжет «Arizona 1880» был опубликован 7 декабря 1946 года.
Морис стал одним из ведущих художников издания. Он был одним из так называемой «банды четырех», в которую также входили Хидже, Андре Франкен и Уилл. Он не работал в студии Джидже, в отличие от остальных, но все четверо стали очень хорошими друзьями, творчески вдохновляя и поддерживая друг друга. В 1948 году Морис, Джидже и Франкен отправились в Соединенные Штаты (Уилл был еще слишком молод, ему пришлось остаться в Бельгии). В поездке они хотели познакомиться со страной, увидеть что осталось от Дикого Запада, и встретиться с некоторыми американскими художниками-комиксами. Морис был в США дольше всех — шесть лет. Там он познакомился с Джеком Дэвисом и Харви Курцманом, он помог им в создании журнала Mad, который выпускало издательство EC Comics. Также в США он познакомился с французским художником-комиком и писателем Рене Госинни.
С этого началось их долгосрочное сотрудничество, Госинни написал все рассказы о Счастливом Люке с 1955 года до своей смерти в 1977 году. В 1950-х годах Госинни был малоизвестен, но он стал самым успешным автором комиксов в Европе, сначала с Счастливчиком Люком, несколько лет спустя он написал Астерикс.
Время, проведенное в США, стало вехой развития Мориса, не только из-за совместной работы с Госинни, но и потому что он собрал большое количество материалов для своих более поздних работ. Там же он познакомился с голливудскими фильмами того времени. Позднее он использовал в своих комиксах множество кинематографических приемов, таких как стоп-кадры и крупные планы. Большое влияние на Мориса оказал Уолт Дисней, это можно увидеть в круглых линиях, характерных для ранних серий Счастливчика Люка. Многие персонажи его комиксов также явно основаны на известных американских актерах, таких как Джек Пэланс, Гэри Купер, Уильям Клод Филдс и Уильям Харт. Морис также рисовал карикатуры на известных людей, таких как Луи де Фюнес и французского певца Сержа Генсбура.
Первые 30 серий Счастливчика Люка были опубликованы издательством Dupuis. В конце 1960-х годов Морис прекратил работу с Dupuis и Спиру и перешел в издания Dargaud и Pilote.
В 1984 году американская студия Hanna-Barbera отсняла мультипликационный сериал из 52 эпизодов Счастливчика Люка, что принесло ему огромную популярность. Еще 52 мультфильма были сняты в начале 1990-х. Также были созданы несколько видеоигр по сериалу, для PlayStation и Game Boy Color. Счастливчик Люк — самый продаваемый европейский сериал комиксов, продано более 300 миллионов копий, опубликованных более чем на тридцати языках.
В отличие от своих современников Морис никогда не работал над несколькими сериалами сразу. Но он сделал большое количество иллюстраций к рассказам 1940-х и 1950-х годов. В 1990-х он создал Rantanplan, сюжет был похож на Счастливчика люка, где главным герое был глупый пес.
В 2005 году Моррис занял 79-е место в рейтинге «Величайший бельгиец» французского сообщества Бельгии.